# まつなみ (巡視艇・2代)
まつなみ（英語: JCG Matsunami, PC-01）は、海上保安庁の巡視艇。区分上はPC型、公称船型は35メートル型。

## 建造
本船は、先代の同名船（特23メートル型PC）の代船として建造された。同船が昭和天皇の海洋生物採集船を兼務していたことから、本艇には迎賓艇としての性格も付与されている。

## 設計
船体に対して上構が大きい独特の設計をしている。要人の乗船を想定していることから、防音・防振のためラフト構造を採用しているほか、スムーズに離着岸を行えるようにバウスラスターも備えている。比較的幅広の船型であることから、減揺ボードなどの装備はない。なお船体規模に比して風圧側面積が大きく、操船は難しいとされている。
操舵室の後上方には、控室付きの貴賓室が設けられている。なお、貴賓室内部は竣工当時公開されたが、その後の業務では公開されていない。上甲板レベルには、定員30名の会議室が設けられた。このため、来賓や他省庁の職員、報道機関が東京港を視察する際に用いられることが多いが、普段は警備救難や航路哨戒など、他のPC型巡視艇と同様の業務にあたっている。

## 登場作品
『S -最後の警官- 奪還 RECOVERY OF OUR FUTURE』
テロリストとの交渉に臨む内閣総理大臣をはじめとした政府代表団を、テロリストに占拠された架空のプルトニウム輸送船「第二あかつき丸」まで輸送する。